# Frontière entre l'Iran et le Pakistan
La frontière entre l'Iran et le Pakistan est la frontière séparant l'Iran et le Pakistan.
Elle s'étend de l'océan Indien au sud, à l'est du golfe d'Oman, jusqu'au tripoint avec l'Afghanistan au nord.
Elle traverse la région historique du Baloutchistan, séparé entre les trois États voisins dans la seconde moitié du XIXe siècle. À l'époque, la frontière est tracée entre la Perse et le Raj britannique.
Les régions frontalières actuelles sont le Sistān et Balūchestān en Iran et le Baloutchistan au Pakistan.